# Đurđevi Stupovi
Pour l’article homonyme, voir Đurđevi Stupovi (Berane).
Đurđevi Stupovi (en serbe cyrillique : Ђурђеви Ступови) ou, en français, le monastère de la région de Saint-Georges (souvent, à tort, traduit par des piliers de Saint-Georges) est un monastère orthodoxe de Serbie, situé près de Novi Pazar, dans la région de la Raška. Il dépend de l'éparchie de Ras-Prizren et figure sur la liste des monuments d'importance exceptionnelle du pays (identifiant no SK 155).
Le monastère est en activité.

## Situation
Érigé au sommet d’une colline, il offre une vue dégagée sur la vallée et la ville de Novi Pazar.

## Histoire
Le monastère a été fondé en 1168 par le grand żupan de Rascie Stefan Nemanja, près de la capitale serbe médiévale de Ras. Le monastère comprend encore les ruines du réfectoire, des dortoirs, des citernes et les murs de la tour d’entrée. L’ensemble date du XIIe siècle.
Le déclin du monastère a commencé avec l’occupation ottomane de la Serbie. Il s’est accompli avec les destructions dues à la Première Guerre balkanique de 1912.
Le monastère abrite des fresques du XIIIe siècle, notamment dans la chapelle Saint-Georges. Ces fresques sont très endommagées et la plupart ont été transférées au Musée National à Belgrade.
Une campagne de restauration a été engagée entre 1960 et 1982. La reconstruction systématique du monastère a commencé en 2001 et l’évêque Artemije a envoyé trois moines Đurđevi Stupovi pour superviser les travaux.
En 1979, Đurđevi Stupovi a été inscrit sur la liste du patrimoine mondial de l’UNESCO, en même temps que Stari Ras (Vieux Ras) et le monastère de Sopoćani,.